# Gare de Sézanne
La gare de Sézanne est une gare ferroviaire, fermée au trafic voyageurs, située dans la commune française de Sézanne (département de la Marne).

## Situation ferroviaire
Gare de bifurcation, elle est située au point kilométrique 53,799 de la ligne de Oiry à Romilly-sur-Seine et au point kilométrique 131,721 de la ligne de Gretz-Armainvilliers à Sézanne.
Son altitude est de 121 m.

## Histoire
Sézanne était autrefois reliée à Paris-Est via Gretz-Armainvilliers et Esternay. Il y avait aussi des liaisons avec :
à l'est :
- Fère-Champenoise : Sur cette ligne la première station était la gare de Linthes-Linthelles-Pleurs, desservant les trois communes de Linthes, Linthelles et Pleurs ;

via Fère-Champenoise :
- Vitry-le-François,
- Épernay ;

au sud :
- Romilly-sur-Seine : Sur cette ligne, la première station était la gare de Barbonne-Fayel. Cette ligne qui ne reliait plus qu'Anglure après la guerre 39-45 a été fermée en 2004.

Une locomotive à vapeur construite par Alfred Hallette (fils d'Alexis Hallette) porte le nom de Sézanne. C'est la seule de ce type encore conservée de nos jours, elle est visible au Musée Français du chemin de fer de Mulhouse.
Le 9 janvier 1957 un train de munitions explose en gare causant la mort de 3 soldats et faisant des dégâts considérables.
Une association locale fait fonctionner l'été et occasionnellement un autorail Picasso vers Esternay, voir le site externe cité plus bas. À la suite d'un acte de vandalisme durant l'été 2007, la gare a été endommagée par un incendie.

## Service voyageurs
La gare est fermée au trafic voyageurs[Quand ?]. Un autorail touristique du Chemin de fer touristique de la Traconne relie cependant Esternay à Sézanne les dimanches d'été.

## Service des marchandises
Cette gare est ouverte au service du fret.
Les coopératives agricoles d'Esternay et de Sézanne sont clientes pour le trafic de céréales et d’engrais ; le trafic annuel est d'environ 50 trains complets par an.

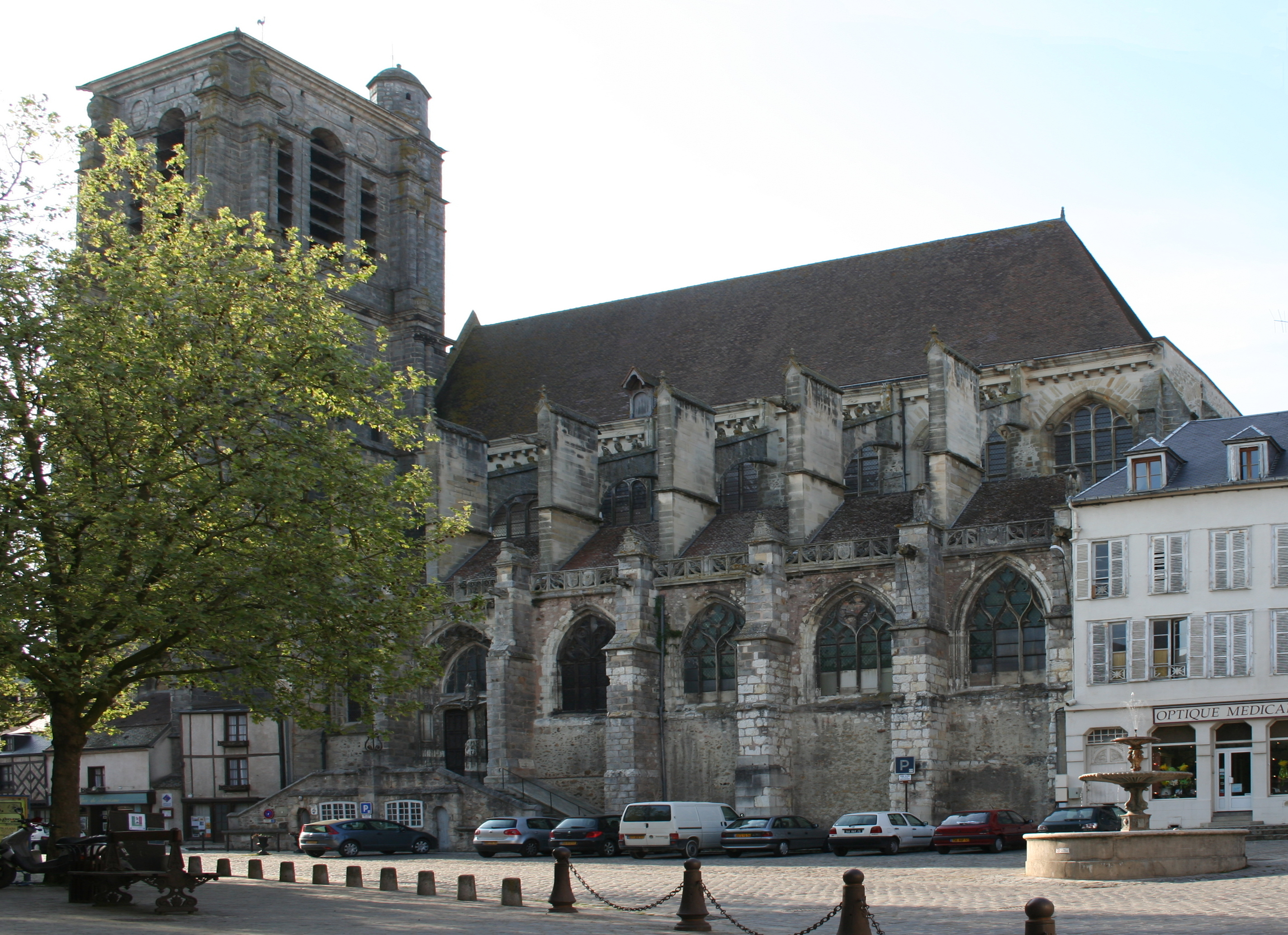
Sous l'escalier de l'église, deux fenêtres à carreaux éclairent la gare routière.

## La gare routière
Il n'y avait pas de gare routière proprement dite, mais juste un petit abri, sous l'escalier de l'église Saint-Denis, qui permettait à quelques voyageurs de s'abriter de la pluie.
La gare routière était desservie par les autocars TER Champagne-Ardenne (ligne Château-Thierry - Montmirail - Esternay - Sézanne).
À la suite de la suppression de la desserte par autocar vers Château-Thierry, un service de transports réguliers avait été mis en place en septembre 2009. Il est supprimé à compter du 1er juin 2015. Seul subsiste, un service de transport en commun sur réservation.